# Одеська агломерація
Одеська агломерація («Велика Одеса»)  — агломерація з центром у місті Одеса. Простягається вздовж Чорного моря на 120 км. Головні чинники створення і існування агломерації: морський порт, міжнародна торгівля, культурний і освітній центр, курорт. Центр розвиненого сільськогосподарського району. Виноградарство, садівництво.
Одеський міжнародний аеропорт. Сайт citypopulation.de оцінює населення Одеської агломерації у 1 110 000 осіб (527 місце у світі).

Складається
- з міст: Одеса, Чорноморськ, Теплодар, Південне, Біляївка.
- до 2020 року до неї входили такі райони: Овідіопольський, Біляївський та Лиманський район. 17 липня 2020 року відповідно до постанови Верховної Ради України «Про утворення та ліквідацію районів» на базі цих районів, що були ліквідовані, був створений Одеський район, який фактично повторює межі Одеської агломерації, а також включає в себе Южненський субрегіон (колишні Комінтернівська та Новобілярська селищні ради, Калинівська, Кіровська, Шомполівська, Визирська, Дмитрівська, Кордонська, Любопільська, Новомиколаївська, Петрівська, Сербківська, Сичавська, Каїрська сільські ради)[1]. До складу новоствореного Одеського району ввійшли 22 спроможні територіальні громади.

На території Одеської області окрім Одеської агломерації вже фактично сформувались субрегіональні формування, зокрема, на півдні – це Придунайський субрегіон, до складу якого входять місто Ізмаїл та колишні Кілійський, Ренійський, Болградський (поділ 1940-2020) та Ізмаїльський (поділ 1940-2020) райони Одеської області. На півночі області центром тяжіння є місто Подільськ. За пальму першості у центральній частині Одеської області змагаються Роздільна та Березівка.
Приблизна статистика:
- Чисельність населення — 1 546,6 тис. осіб.
- Площа — 3 990 км²[1].
- Густота населення — 158,1 осіб/км².

## Найбільші поселення
| Населений пункт | Населення | Площа, км² | Густота населення,осіб/км² |
| --------------- | --------- | ---------- | -------------------------- |
| Одеса           | 1 015 826 | 236,9      | 4672                       |
| Чорноморськ     | 58 524    | 21,244     | 2393                       |
| Південне        | 32 745    | 10,42      | 3140,5                     |
| Біляївка        | 12 477    | 17,422     | 816                        |
| Теплодар        | 10 081    | 7,737      | 1303                       |
| Великодолинське | 13 856    | 11,1       | 1236,8                     |
| Овідіополь      | 11 722    | 12,52      | 937,8                      |